# Mahmud Khalid
Mahmud Khalid (auch: Mahmoud Khalid) ist ein ghanaischer Politiker. Er ist Mitglied der NDC und aktueller Regionalminister der Upper West Region unter Präsident John Atta-Mills.